# 班迭密县
班迭密县（高棉語： 發音：[srok ɓɑːn.tiəj.miəh]）一譯磅地銘縣，是柬埔寨貢布省下轄的一個縣。「班迭密」在高棉語中意思是「金色的堡壘」。又名杜密縣（Tuk Meas），當地華人俗稱其為金船，越南人稱其為柴末（Sài Mạt）。
班迭密县之地自古屬於柬埔寨。在扶南王國時期，這裡就是一個繁華的港口。17世紀至18世紀時期，班迭密由柬王委派的高棉族長官「屋牙·列謝塞泰」（ឧកញ៉ារាជាសេដ្ឋី，Okna Reachea Setthi），其附近的另一個港口河僊住著華人和越南人，則由華僑鄚玖統治，两处合为邊班迭密省。因這一地區實行雙頭政治制度，當時泰國人將班迭密和河僊混淆，將河僊稱為普泰瑪（泰語： 發音：[pʰut̚˦˥.tʰaj˧.maːt̚˥˩]，Phutthaimat）或班泰瑪（ 發音：[ban˧.tʰaːj˧.maːt̚˥˩]，Banthaimat）。這一制度在1771年暹羅入侵之後被終結。18世紀中葉被越南佔據。華人及越南人多是此後移居此地。19世紀被法屬印度支那政府重新劃歸柬埔寨。